# سوماترای شمالی
سوماترای شمالی (اندونزیایی: Sumatera Utara) یکی از استان‌های اندونزی است.

## جغرافیا
این استان بدون احتساب استان‌های جزیرهٔ جاوه، پرجمعیت‌ترین استان کشور محسوب می‌شود و پایتخت آن، شهر مدان است.

## جمعیت
جمعیت سوماترای شمالی در سرشماری رسمی سال ۲۰۰۰ بالغ بر ۱۱٫۴۸ میلیون نفر برآورد شده‌است. آمارهای تخمینی از افزایش این رقم در سال ۲۰۰۷ به ۱۲٬۸۳۴٬۳۷۱ نفر خبر می‌دهند.

## مردم
باتاک‌ها با ۴۱٫۹۵ درصد، جاوه‌ای‌ها با ۳۲٫۶۲ درصد، نیاها با ۶٫۳۶ درصد، مالایی‌ها با ۴٫۹۲ درصد، مینانگکابائوها با ۲٫۶۶ درصد و بانجاری‌ها با ۰٫۹۷ درصد، از عمده‌ترین گروه‌های قومی سوماترای شمالی به‌شمار می‌روند.
زبان‌های رایج در سوماترای شمالی شامل مالایی، باتاک، آنگکولا-ماندایلینگ و اندونزیایی می‌شود.

## مذهب
مسلمانان با ۶۵٫۵ درصد، مسیحیان با ۳۱٫۴ درصد، بودایی‌ها با ۲٫۸ درصد و هندوها با ۰٫۲ درصد، از مهم‌ترین گروه‌های مذهبی سوماترای شمالی محسوب می‌شوند.